# Sebastian Bornemisa
Sebastian Bornemisa (n. 12 iunie 1890, Burjuc – d. 16 iulie 1953, închisoarea Sighet) a fost un filolog, publicist și politician român (membru în Partidul Național Român din Ungaria și Transilvania, apoi în Partidul Poporului - fascist). A fost deputat, ministru secretar de stat (în guvernul Octavian Goga, 1937-1938) și primar al municipiului Cluj între 1 februarie-11 iunie 1932, respectiv între anii 1938-1940. La Sighet, mormântul său nu a fost identificat.

## Studii
Studii liceale în Orăștie și Brașov. A absolvit Facultatea de Litere a Universității din Budapesta, unde a obținut și titlul de doctor. Opera sa cuprind următoarele volume: 
- Cele mai frumoase cântece poporale din Ardeal și Banat, Cluj 1926
- Dor și jale, 1926
- Nouăzeci și opt de cântece de dragoste, 1926
- O sută patru chiuituri de joc, 1926
- Duhul cel rău (roman), 1927
- Durerile Ardealului, 1927
- Sufletu-mi de odinioară (versuri), 1929
- Cum s-ar putea înfăptui o Românie nouă și fericită, 1932
- De ce nu poate fi plugarul român comunist (Sibiu), 1933
- Cântece de dor și jale, Cluj (fără an).